# Chiesa di San Cristoforo (Parma)
La chiesa di San Cristoforo è un luogo di culto cattolico sconsacrato dalle forme barocche e neoclassiche, situato in strada XXII Luglio a Parma, nell'omonima provincia.

## Storia
La chiesa fu fondata attorno al 1251 dalle benedettine del vicino monastero di San Quintino. Al tempio era annesso un monastero eretto da Simone da Ranzano ed Egidio Bonino per una comunità di convertite, che lo abitarono fino al 1361.
Nel 1363 la chiesa e il monastero erano delle agostiniane. La comunità venne dissolta nel 1810 per decreto di Napoleone, ma venne restaurata sotto il ducato di Maria Luigia e il monastero, con l'annesso educandato femminile, durò fino al 1854.
Il complesso nel 1857 passò alle Ancelle dell'Immacolata che lo tennero fino al 1989, quando venne acquistato dall'Impresa Pizzarotti & C. che lo restaurò e ne fece la propria sede attuale.

## Descrizione
La chiesa è a navata unica, con cinque altari.
Sulla facciata sono presenti due affreschi settecenteschi (vicini per stile alle opere di Clemente Ruta) con la Madonna con Bambino e sant'Anna e San Cristoforo. Altri affreschi anonimi (forse di Giovanni Maria Conti della Camera) sono nel dormitorio, nel refettorio e nel porticato.
Nella controfacciata si conserva la cantoria contenente la cassa d'organo (rimasta vuota) e, sempre all'interno della chiesa, alcuni rilievi in stucco e la porta in legno a punta di diamante.